# اللغة الأتشيهية
لغة أتشيهية (بهسا اچيه) وهي من اللغات الملايو بولينيزية وهي اللغة التي يتكلمها الأتشيهيون في منطقة آتشيه في جزيرة سومطرة في إندونيسيا كما يتواجد بعض متكلميها في ماليزيا وخصوصاً في مدينة يان في قدح في ماليزيا ويبلغ عدد متكلميها 3.5 مليون نسمة.